# Тимчасовий уряд Киргизстану
Тимчасовий уряд Киргизстану (кирг. Кыргызстандын увактылу окмоту) або «Уряд народної довіри» (кирг. Кыргыз элинин ишеничи) (7 квітня 2010 — 14 липня 2010) — орган, що взяв на себе владу в Киргизстані внаслідок другої киргизької революції терміном на півроку. В липні 2010 більшість членів тимчасового уряду подали у відставку, аби взяти участь у парламентських виборах. 14 липня було затверджено другий тимчасовий уряд, що отримав назву «перехіного технічного».

## Склад уряду
- Глава Тимчасового уряду — Роза Отунбаєва[4].
- Заступник з фінансів, міністр фінансів — Темір Сариєв[4].
- Заступник з економіки — Алмазбек Атамбаєв[4].
- Заступник з конституційної реформи — Омурбек Текебаєв[4].
- Заступник з органів прокуратури та фінансової поліції — Азімбек Бекназаров[4].
- Міністр внутрішніх справ — Болотбек Шерніязов[5].
- Глава Служби національної безпеки — Кенешбек Дуйшебаєв[6].
- Міністр охорони здоров'я — Даміра Ніязалієва[6].
- Керівник Апарату Тимчасового уряду — Еміль Каптаґаєв[7].

## Решта членів уряду
- Координатор Тимчасового уряду з питань інформаційної політики — Фарід Ніязов.
- Глава прес-служби Інформаційно-координаційного центру Тимчасового уряду — Авланбек Джумабаєв.
- В.о. голови Державної реєстраційної служби при Уряді Киргизької республіки — Алмамбет Шикмаматов.
- В.о. Генерального прокурора Киргизької республіки — Байтемір Ібраєв.
- В.о. голови Національного банку Киргизької республіки — Заїр Чокоєв.